# Pont Alphonse-XIII
Ne doit pas être confondu avec Pont Alphonse-XII.
Le pont Alphonse-XIII était un pont de Séville (Andalousie, Espagne). Il était également appelé le pont de Fer (en castillan Puente de Hierro). Il fut démonté en 1998.

## Histoire
Il fut imaginé par José Delgado Brackenbury (de la compagnie Scherzer Lift Bridge C.O. de Chicago) et construit au sud des Jardins de las Delicias de Arjona par l'entreprise Maquinista Terrestre y Marítima de Barcelone à l'occasion de l'Exposition ibéro-américaine de 1929 et inauguré le 6 avril 1926 depuis le croiseur argentin Buenos Aires par le roi Alphonse XIII d'Espagne, auquel il doit son nom. On y accédait, depuis la rive gauche du fleuve, par la rue Molini.
Malgré son surnom de pont de Fer, il était en acier. Il mesurait 169,40 m. Son tablier central, en deux parties, se levant séparément, mesurait 56 m. Sa largeur totale était de 11 m et il pesait 201 tonnes.
Il fut le deuxième pont construit à Séville (après le pont de Triana) et le premier pont levant de la ville.
En 1992, le pont Alphonse-XIII étant devenu obsolète et son style particulier déplaisant à beaucoup, un nouveau pont, le pont de las Delicias, basculant lui aussi, a été construit juste en aval. Le pont Alphonse-XIII a alors été définitivement fermé, puis démonté en 1998.
Pendant cinq ans, le pont démonté est resté sur la berge du fleuve, en face du club nautique. En 2003, il a été déplacé plus au sud de la ville, où il se trouve encore, posé dans un pré près de l'entrée du port marchand.